# دووسپودا
دووسپودا (به لهستانی:  Dowspuda) یک روستا در لهستان است که در گمینا راچکی واقع شده‌است. دووسپودا ۱۸۰ نفر جمعیت دارد.